# クリスティアン・フォン・ケーニグセグ

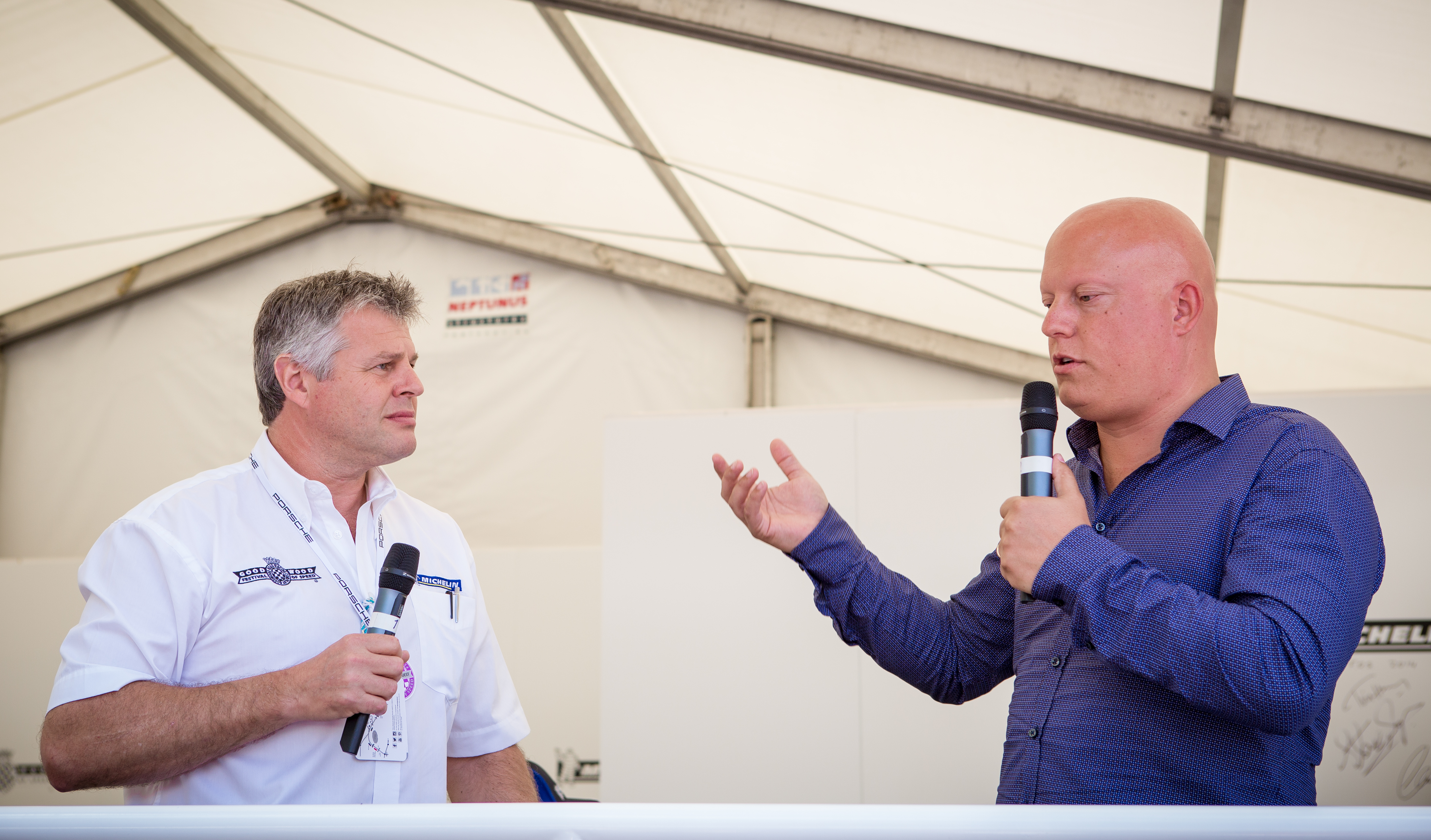
グッドウッド・フェスティバル・オブ・スピードのインタビューにて（2014年）

クリスティアン・エアラント・ハラルト・フォン・ケーニグセグ（Christian Erland Harald von Koenigsegg、1971年7月2日 - ）は、スウェーデンの高性能自動車製造会社、ケーニグセグの創業者であり、CEOである。
日本ではクリスチャン・フォン・ケーニグセグと呼ぶ場合がある。
ケーニグセグは1994年に創業され、彼の妻であるハルドーラ・ケーニグセグと共同で経営されている。
6歳の時にカートをはじめた。初めての夏の職業体験では、ストックホルム郊外のスズキのディーラーで勤務した。またその当時の趣味はバイク・モペットの改造だった。